# Porta Nomentana
De Porta Nomentana is een stadspoort in de antieke Aureliaanse Muur in Rome.

## De Poort
Bij deze poort begon vroeger de Via Nomentana. Deze weg, die nog steeds bestaat, loopt naar de stad Mentana, in de oudheid Nomenta genaamd. De Porta Nomentana is de enige poort in de Aureliaanse Muur die niet tijdens de grote werkzaamheden van keizer Honorius in 401 versterkt is. Alle andere nog bestaande antieke poorten zijn bekleed met travertijn om de bakstenen constructie te verstevigen. Dit is het laatste voorbeeld van hoe een Aureliaanse stadspoort er oorspronkelijk uitzag.
In 1561 wilde Paus Pius IV een mooie rechte weg laten aanleggen tussen zijn zomerpaleis op de Quirinaal heuvel en de brug over de rivier Aniene van de Via Nomentana. Hiervoor liet hij de Via Nomentana verleggen en ongeveer 75 meter ten oosten van de Porta Nomentana een nieuwe poort bouwen. Dit is de Porta Pia, die in een rechte lijn lag met zijn nieuwe weg. Zo raakte de Porta Nomentana buiten gebruik. Om veiligheidsredenen werd de poort dichtgemaakt. De Porta Nomentana is nog wel te herkennen aan de nog bestaande oostelijke halfronde toren die tegen de muur aan gebouwd is. De westelijke toren is aan het begin van de 19e eeuw afgebroken om een Romeinse graftombe te onderzoeken die zich onder de toren bevond.

## Referentie
- S. Platner, A Topographical Dictionary of Ancient Rome, Londen 1929. Art. Porta Nomentana

Porta Flaminia · Porta Pinciana · Porta Salaria · Porta Nomentana · Porta Clausa · Porta Tiburtina · Porta Praenestina · Porta Asinaria · Porta Metrovia · Porta Latina · Porta Appia · Porta Ardeatina · Porta Ostiensis · Porta Portuensis · Porta Aurelia · Porta Septimiana